# Mons Calpe SC
Mons Calpe SC is een professionele Gibraltarese voetbal- en sportclub, opgericht in 2013. Het eerste team speelt in de Gibraltar National League. Mons Calpe heeft ook een U-23 team, zaalvoetbalteams en een dartsafdeling.

## In Europa
#Q = #kwalificatieronde, T/U = Thuis/Uit, W = Wedstrijd, PUC = punten UEFA coëfficiënten.
Uitslagen vanuit gezichtspunt Mons Calpe SC
| Seizoen | Competitie        | Ronde | Land             | Club            | Totaalscore | 1e W    | 2e W    | PUC |
| ------- | ----------------- | ----- | ---------------- | --------------- | ----------- | ------- | ------- | --- |
| 2021/22 | Conference League | 1Q    | Vlag van Andorra | FC Santa Coloma | 1-5         | 1-1 (T) | 0-4 (U) | 0.5 |

Totaal aantal punten voor UEFA-coëfficiënten: 0.5
Zie ook
- Deelnemers UEFA-toernooien Gibraltar
- Ranglijst van alle clubs die in de diverse Europa Cups zijn uitgekomen

Bruno’s Magpies · 
College 1975 · 
Europa FC · 
Europa Point · 
Glacis United · 
St Joseph's FC · 
Lincoln Red Imps · 
Lions Gibraltar · 
Lynx FC · 
Manchester 62 · 
Mons Calpe